# Тацки, Христиан Христианович
Христиан Христианович Тацки (11 (23) декабря 1833, Санкт-Петербург — 12 (24) января 1900, там же) — петербургский архитектор, яркий представитель эпохи эклектики. Автор множества доходных домов, в основном в Литейной части Санкт-Петербурга.

## Биография
Христиан Тацки — сын каретных дел мастера, богатого петербургского домовладельца Христиана-Фридриха Тацки (1809—1872), который владел, в частности, домом № 43 по Литейному проспекту и домом на углу Баскова переулка и Надеждинской улицы. C 1835 года Х.-Ф. Тацки производил все работы по изготовлению городских и дорожных экипажей двора цесаревича Александра Николаевича (будущего Александра II). В собрании Государственного музея-заповедника «Царское Село» хранятся восемь парадных карет, изготовленных в 1856 году мастерами Христианом Тацки, братьями Фрёбелиусами и братьями Яковлевыми для торжественной процессии въезда в Москву по случаю коронации императора Александра II. В 1841 году Х.-Ф. Тацки был награждён медалью для ношения на шее на Анненской ленте, а в 1847 году — золотой медалью на Владимирской ленте.
Похоронен Х.-Ф. Тацки на Волковском лютеранском кладбище, там же похоронена его жена Катарина-Мария Тацки (урождённая Тишнер, 1814—1897), мать Х. Х. Тацки. По некоторым данным, массивный склеп в виде бетонной пирамиды с порталом и фигурным завершением выполнен по проекту сына-архитектора.
Христиан Христианович Тацки обучался в Анненшуле, затем поступил в Академию художеств, которую окончил в 1858 году, получив две серебряные медали. Также, совершая обязательную для выпускников Академии художеств поездку по Европе, посещал берлинскую Королевскую строительную академию. С 1861 года являлся архитектором при департаменте Министерства народного просвещения. В 1863 году за постройки для великого князя Николая Александровича в Царском Селе был награждён орденом Святого Станислава 3 степени. С 1878 по 1881 годы занимал должность городского участкового архитектора. Более 20 лет Тацки избирался гласным Городской думы (1877—1900), а также активно участвовал в деятельности различных городских комиссий и обществ. В 1890-е годы состоял одним из директоров Санкт-Петербургского городского кредитного общества.
Действительный статский советник, действительный член Императорского Санкт-Петербургского общества архитекторов. Автор множества доходных домов в Санкт-Петербурге. Имеются также постройки Х. Х. Тацки в Москве, Киеве, Чернигове, Павловске, Царском Селе.
Х. Х. Тацки скончался 12 января 1900 года в Санкт-Петербурге, похоронен на Никольском кладбище Александро-Невской лавры, могила утеряна.
Двоюродный правнук Х. Х. Тацки — российский правозащитник, политический деятель, художник Юлий Рыбаков.

## Проекты в Санкт-Петербурге
| Дата постройки       | Адрес                                                                                | Описание | Изображение                                                            | Статус |
| -------------------- | ------------------------------------------------------------------------------------ | --- | ---------------------------------------------------------------------- | --- |
| 1867—1868, 1878—1879 | Басков переулок, д. № 4 / улица Маяковского, д. № 34                                 | Доходный дом каретного мастера Х. Татцкого (Тацки). Включен существовавший дом. | Доходный дом каретного мастера Х. Татцкого                             | |
| 1868                 | Литейный проспект, д. № 43                                                           | Доходный дом. В 1863—1864 годах здесь жил писатель Н. С. Лесков. | Литейный, 43                                                           | |
| 1868—1869            | Набережная Обводного канала, д. № 80 / Масляный переулок, д. № 1х                    | Особняк | Обводный 80                                                            | |
| 1869                 | Солдатский переулок, д. № 5 / улица Радищева, д. № 4                                 | Доходный дом | Радищева 4, Солдатский пер. 5                                          | |
| 1873                 | Социалистическая улица, д. № 4                                                       | Доходный дом | Социалистическая ул., 4                                                | |
| 1874—1875            | Мясная улица, д. № 19-21, правая часть (исторический адрес — Мясная улица, д. № 17)  | Здание Института слепых (надстройка) | Мясная, 19-21                                                          | |
| 1875                 | Захарьевская улица, д. № 15                                                          | Доходный дом Л. В. Дубельта (принадлежал его сыновьям Н. Л. и М. Л. Дубельтам) — доходный дом Рудановских. Построен в 1853 году архитектором А. Х. Пелем, перестроен в 1875 году Х. Х. Тацки.                                          | Захарьевская, 15                                                       | |
| 1876                 | Улица Восстания, д. № 45 / Сапёрный переулок, д. № 18 / Гродненский переулок, д. № 9 | Особняк И. К. Мясникова (перестройка ограды) | Особняк И. К. Мясникова                                                | Объект культурного наследия № 7802154004                                                                      |
| 1876                 | Улица Рылеева, д. № 5                                                                | Доходный дом купцов Никитиных (перестройка, надстройка) |                                                                        | |
| 1877                 | Захарьевская улица, д. № 29                                                          | Особняк П. В. Жуковского | Захарьевская, 29                                                       | |
| 1878                 | Улица Некрасова, д. № 21                                                             | Доходный дом (перестройка) | Некрасова, 21                                                          | |
| 1878, 1894           | Лиговский проспект, д. № 3 / Озерной переулок, д. № 9                                | Доходный дом А. Н. Зиновьева — доходный дом П. М. фон Анреп (жены В. К. фон Анрепа). 1878 (постройка), 1894 (перестройка, расширение)                                                                                                  | Доходный дом П. М. фон Анреп                                           | |
| 1878                 | Подольская улица, д. № 11                                                            | Доходный дом. В 1901 году перестроен Ю. Ф. Бруни. |                                                                        | |
| 1878—1879            | Пушкинская улица, д. № 10                                                            | Доходный дом П. Д. и М. С. Мальцевых. С 1990-х годов по этому адресу находится арт-центр «Пушкинская, 10». | Пушкинская, 10                                                         | памятник архитектуры (вновь выявленный объект) [ 11 ]                                                         |
| 1879—1880            | Ковенский переулок, д. № 4                                                           | Доходный дом | Ковенский пер. 4                                                       | |
| 1879—1880            | Лиговский проспект, д. № 9 / Ковенский переулок, д. № 31                             | Доходный дом с торговыми помещениями А. А. Григорьевой | Ковенский пер. 31, Лиговский пр. 9                                     | |
| 1879—1881            | Садовая улица, д. № 59 / Вознесенский проспект, д. № 43                              | Доходный дом А. М. Лемана | Садовая 59, Вознесенский 43                                            | |
| 1880                 | Коломенская улица, д. № 7                                                            | Доходный дом. В этом доме в кв. № 7 жил и скончался композитор М. А. Балакирев. В 1895 году в этом доме, в квартире Г. М. Кржижановского проходили нелегальные собрания петербургских социал-демократов под руководством В. И. Ленина. | Коломенская, 7                                                         | Объект культурного наследия № 7810542000                                                                      |
| 1880                 | Садовая улица, д. № 34                                                               | Доходный дом |                                                                        | В 1907 году снесён, на его месте построено здание Второго Общества взаимного кредита по проекту Ф. И. Лидваля |
| 1880                 | Поварской переулок, д. № 12                                                          | Доходный дом | Поварской пер., 12                                                     | |
| 1880—1881            | Басков переулок, д. № 21 / улица Некрасова, д. № 28                                  | Доходный дом, (перестройка). Дом построен на сквозном участке, главный фасад выходит на ул. Некрасова | Некрасова, 28                                                          | |
| 1880—1881            | Загородный проспект, д. № 12                                                         | Доходный дом | Загородный, 12                                                         | |
| 1880—1881            | Литейный проспект, д. № 59                                                           | Доходный дом. В 1884 году в этом доме В. И. Клочков открыл первый в Санкт-Петербурге специализированный книжный магазин «Букинист». | Литейный, 59                                                           | |
| 1881                 | 2-я линия В. О., д. № 1 / улица Репина, д. № 2 / Румянцевская площадь, д. № 3        | Дом А. Ф. Девриена (надстройка, реконструкция) | Дом А. Ф. Девриена                                                     | памятник архитектуры (вновь выявленный объект) [ 11 ]                                                         |
| 1881                 | Фурштатская улица, д. № 43                                                           | Дом И. И. Алексеева. С 2002 года в этом доме находится консульство Австрии | Фурштатская, 43                                                        | |
| 1882                 | Литейный проспект, д. № 5 / ул. Чайковского, д. № 19                                 | Доходный дом Б. Ф. Вульфа (перестройка) | Дом на углу Литейного пр. и ул. Чайковского. Фото Карла Буллы (1900-е) | Вследствие современной перестройки в 2007 году почти полностью уничтожен                                      |
| 1882—1883            | Дмитровский переулок, д. № 13                                                        | Доходный дом | Дмитровский пер., 13                                                   | |
| 1883—1884            | Мытнинская набережная, д. № 11                                                       | Доходный дом | Мытнинская наб., 11.JPG                                                | |
| 1885                 | Фурштатская улица, д. № 40                                                           | Особняк Е. И. Гиппиус | Особняк Е. И. Гиппиус                                                  | |
| 1886                 | Садовая улица, д. № 121                                                              | Особняк Щеглова — особняк Е. С. Бородулина (изменение фасада). В 1914 году в здании была проведена внутренняя перестройка и ещё одно изменение фасада (автор проекта не установлен)                                                    | Садовая, 121                                                           | памятник архитектуры (вновь выявленный объект) [ 11 ]                                                         |
| 1887, 1888           | Гатчинская улица, д. № 5                                                             | Приют господа нашего Иисуса Христа в память отрока Василия. В 1888 году Х. Х. Тацки надстроил дом четвёртым этажом и создал домовую церковь Спаса Нерукотворного.                                                                      | Гатчинская, 5                                                          | |
| 1896—1898            | Партизанская улица, д. № 13                                                          | Анастасиинская богадельня Тарасовых (расширение, надстройка третьим этажом) |                                                                        | Здание почти полностью снесено в 1986 году                                                                    |
| Конец XIX века       | Волковское лютеранское кладбище, 16 участок, Канавная дорожка                        | Семейный склеп Х.-Ф. Тацки | Семейный склеп Х.-Ф. Тацки                                             | |